# Velbon
Velbon é uma fabricante japonesa de acessórios fotográficos, foi fundada em 1955.
fundada em 1955 por Koma Nakatani. Originalmente chamada de Mitsuboshi Co., Ltd., a empresa mudou seu nome para Velbon em 1958 e iniciou a produção de tripés fotográficos, destacando-se com o modelo patenteado VS-3.
Ao longo dos anos, a Velbon expandiu suas operações globalmente, estabelecendo fábricas em locais como Taiwan e China. Em 1970, a empresa começou a participar da Photokina, importante feira internacional de fotografia, ampliando sua presença no mercado externo. A década de 1990 foi marcada pelo lançamento de acessórios feitos de magnésio e tripés ultraleves combinando fibra de carbono e cabeças de magnésio, revolucionando o setor.
Em Setembro de 2004, adotou uma política ambiental e mudou oficialmente seu nome para Velbon Corporation. Em 2018, lançou um tripé que se dobra quando o fotografo se senta, no mesmo ano a Velbon inaugurou uma nova fábrica na Zona Econômica Especial de Thilawa, Myanmar.

## Produtos
- Tripé
- Monopé
- Cabeça do tripé
- Acessórios para Celulares e Tablets
- Bolsas de Câmeras

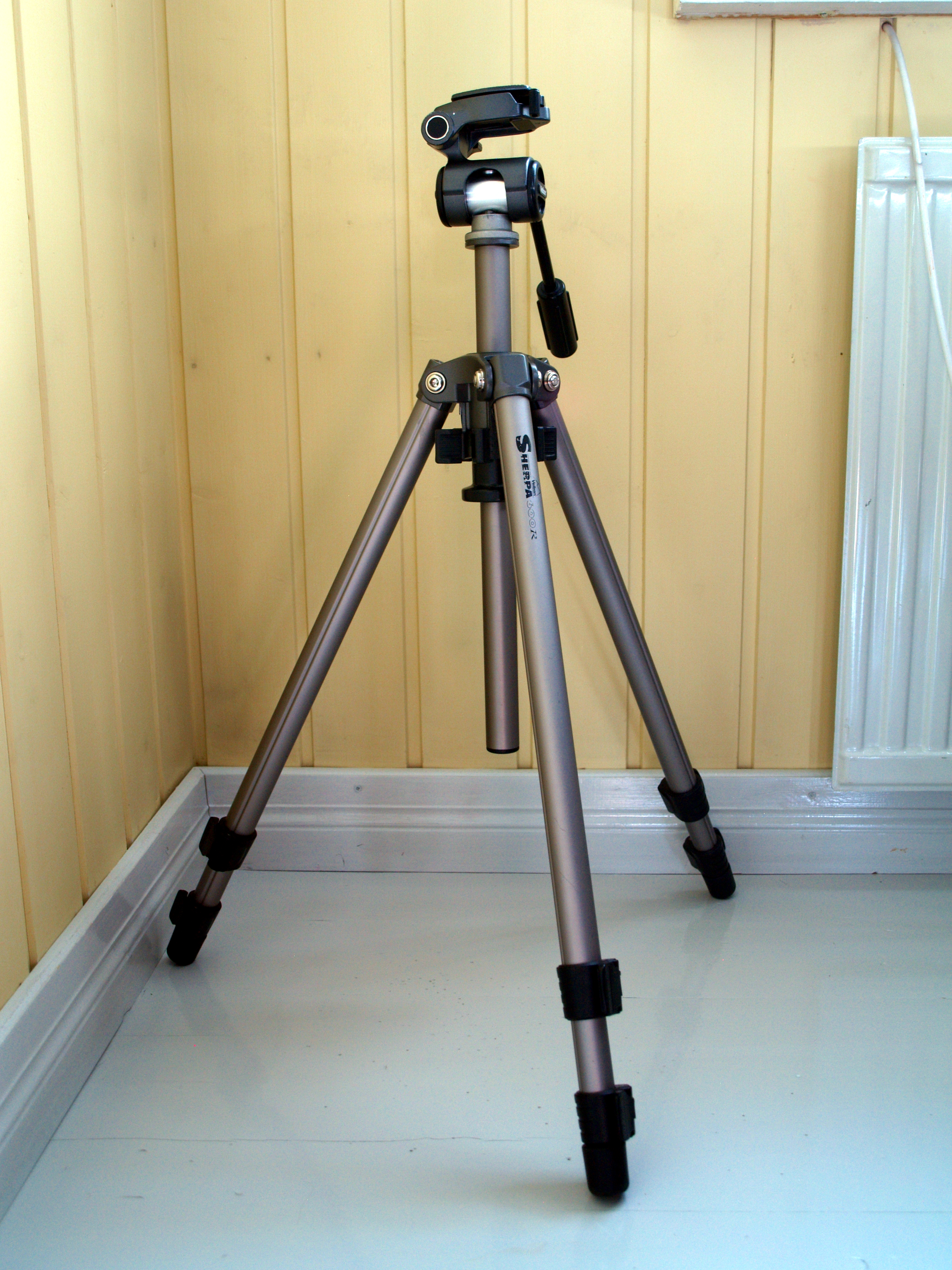
Tripé da Velbon
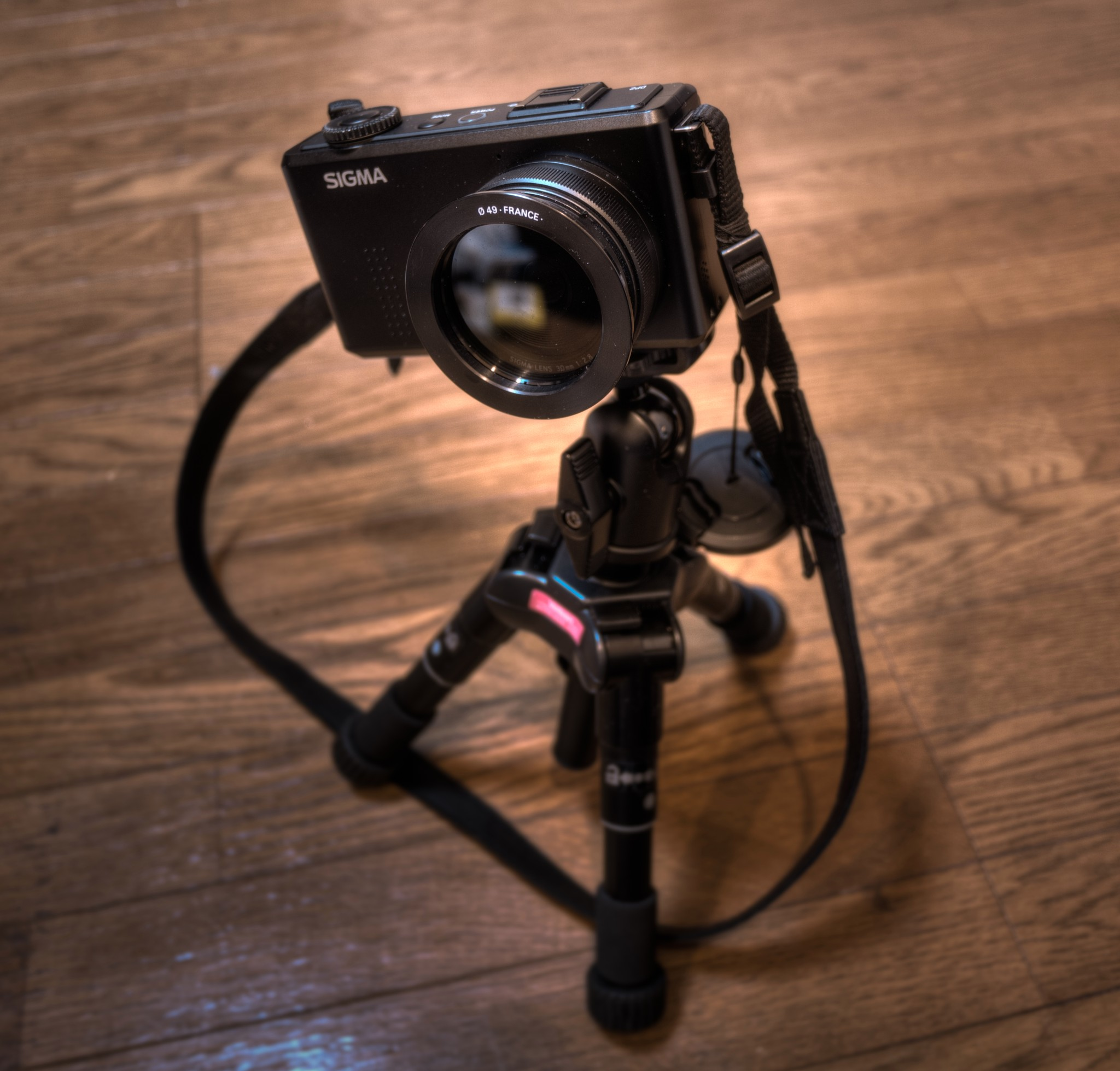
Mini Tripé da Velbon
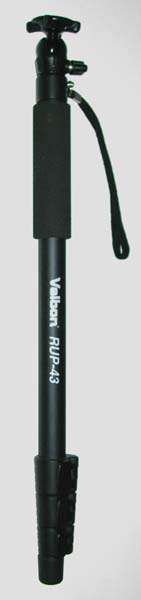
Monopé da Velbon

Sua sede fica no bairro de Nakano em Tóquio no Japão.